# Kontaktdagar
Kontaktdagar var i Sverige en möjlighet för vårdnadshavare att få statligt stöd för att umgås med sina barn i skola eller barnomsorg. Kontaktdagarna infördes 1986, och var ursprungligen två dagar per år för barn 4–12 år. Ersättningen var 90 procent av lönen. Kontaktdagarna upphörde 1995, återinfördes 1 juli 2001 för att åter tas bort 1 juli 2003.
Kontaktdagarna finns dock kvar för föräldrar till vissa barn med funktionsnedsättning, enligt Lagen om stöd och service till vissa funktionshindrade (LSS).